# 鎌田章吾
鎌田 章吾（かまだ しょうご、1990年12月28日 - ）は、日本の男性歌手。京都府京都市出身。

## 来歴
中学2年生の時にクイーンの「キラー・クイーン」を聴き、音楽の道を志す。高校時代にZIGGYの森重樹一の影響を受けロックに目覚めると共に、『デジモンシリーズ』の主題歌・挿入歌を多数歌った和田光司がブラジルで『デジモンアドベンチャー』の主題歌「Butter-Fly」を歌う映像を見て、アニメソングに興味を持ち始める。
2009年に青山学院大学へ進学後、ハードグラムロックバンド『VELVET STONES』のボーカルとして2011年10月まで活動。同バンド解散後は弾き語りを行ったりアニソンライブなどで活動し、『全日本アニソングランプリ』にも出場している。
2012年7月、谷本貴義とサイキックラバーのYOFFY主催のオーディションライブ『谷本貴義&YOFFY 俺たちもやってみたっ!』に参加し、YOFFYに弟子入りを志願する。日本コロムビアのディレクターを紹介され、『獣電戦隊キョウリュウジャー』の主題歌オーディションに参加し合格。2013年、同作のオープニングテーマ「VAMOLA! キョウリュウジャー」でデビューを果たす。
2014年、YOFFY、谷本とともにProject.Rの一員として、『烈車戦隊トッキュウジャー』エンディングテーマ「ビュンビュン!トッキュウジャー」を歌唱。

## ディスコグラフィ

### シングル
| 枚 | 発売日        | タイトル                   | 規格品番   | 規格品番   | 最高位 |
| 枚 | 発売日        | タイトル                   | 初回限定盤 | 通常盤     | 最高位 |
| -- | ------------- | -------------------------- | ---------- | ---------- | ------ |
| 1  | 2013年3月13日 | VAMOLA! キョウリュウジャー | COCC-16693 | COCC-16694 | 12位   |

KamaShow名義
|     | 発売日        | タイトル       | 備考     |
| --- | ------------- | -------------- | -------- |
| 1st | 2021年2月11日 | 人生なんだ！   | 配信限定 |
| 2nd | 2021年4月3日  | きみにアッパレ | 配信限定 |

### EP
KamaShow名義

### 参加楽曲
| 発売日         | 楽曲                                                      | 歌                                         | 初出アルバム                                                                                                 | 規格品版     |
| -------------- | --------------------------------------------------------- | ------------------------------------------ | --- | ------------ |
| 2013年4月24日  | 蒸着 ～We are Brothers～                                  | Hero Music All Stars Z                     | 蒸着 ～We are Brothers～                                                                                     | AVCA-62221   |
| 2013年5月22日  | VAMOLA! キョウリュウジャー (TVサイズ)                     | 鎌田章吾                                   | TVサイズ! スーパー戦隊主題歌全集                                                                             | COCX-37969   |
| 2013年7月31日  | GABURINCHO OF MUSIC!                                      | 高取ヒデアキ、鎌田章吾＆キョウリュウジャー | 劇場版 獣電戦隊キョウリュウジャー主題歌                                                                      | COCC-16757   |
| 2013年7月31日  | VAMOLA! キョウリュウジャー (Samba Mix)                    | 鎌田章吾                                   | 劇場版 獣電戦隊キョウリュウジャー主題歌                                                                      | COCC-16757   |
| 2013年8月28日  | Ale Ale! キョウリュウジャー                               | 鎌田章吾                                   | 獣電戦隊キョウリュウジャー オリジナルサウンドトラック 聴いておどろけ! ブレイブサウンズ2 ソングカーニバル     | COCX-38166   |
| 2013年9月18日  | 超進化! キョウリュウ・ビート                              | 鎌田章吾                                   | 獣電戦隊キョウリュウジャー オリジナルサウンドトラック 聴いておどろけ! ブレイブサウンズ3 キョウリュウ・ビート | COCX-38191   |
| 2013年11月20日 | 超進化! キョウリュウ・ビート (サンバカーニバルver.)       | 鎌田章吾                                   | 獣電戦隊キョウリュウジャー キャラクターソングアルバム                                                        | COCX-38287   |
| 2013年11月20日 | 超進化! キョウリュウ・ビート (ウエスタンカーニバルver.)   | 鎌田章吾                                   | 獣電戦隊キョウリュウジャー キャラクターソングアルバム                                                        | COCX-38287   |
| 2013年11月20日 | 超進化! キョウリュウ・ビート (マッチョカーニバルver.)     | 鎌田章吾                                   | 獣電戦隊キョウリュウジャー キャラクターソングアルバム                                                        | COCX-38287   |
| 2013年11月20日 | 超進化! キョウリュウ・ビート (カンフーカーニバルver.)     | 鎌田章吾                                   | 獣電戦隊キョウリュウジャー キャラクターソングアルバム                                                        | COCX-38287   |
| 2014年2月12日  | VAMOLA! キョウリュウジャー ダイノホープver.               | 鎌田章吾                                   | 獣電戦隊キョウリュウジャー全曲集 ブレイブフィニッシュ                                                        | COCX-38398-9 |
| 2014年2月12日  | みんな・デ・カーニバル                                    | 高取ヒデアキ、鎌田章吾                     | 獣電戦隊キョウリュウジャー全曲集 ブレイブフィニッシュ                                                        | COCX-38398-9 |
| 2014年3月19日  | ビュンビュン! トッキュウジャー                            | Project.R                                  | 烈車戦隊トッキュウジャー 主題歌                                                                              | COCC-1690    |
| 2014年6月11日  | ビュンビュン! トッキュウジャー (TVサイズ)                 | Project.R                                  | 烈車戦隊トッキュウジャー オリジナルアルバム サウンドエクスプレス 1号車                                       | COCX-38543   |
| 2014年7月9日   | 線路はつづくよどこまでも                                  | 鎌田章吾                                   | ミニアルバム 烈車戦隊トッキュウジャー(2)                                                                     | COCX-38560   |
| 2015年4月29日  | スターニンジャー☆パーリナイッ!!                           | 鎌田章吾                                   | ミニアルバム 手裏剣戦隊ニンニンジャー(1)                                                                     | COCX-39070   |
| 2016年         | Get Chance! ポケモンガオーレ!                             | 高取ヒデアキ、池田彩、鎌田章吾             | |              |
| 2016年9月7日   | スーパー戦隊ヒーローゲッター 2016                         | Project.R                                  | ミニアルバム 動物戦隊ジュウオウジャー(3)                                                                     | COCX-39660   |
| 2017年5月24日  | 獣電戦隊キョウリュウジャーブレイブ                        | 鎌田章吾 (Project.R)                       | 獣電戦隊キョウリュウジャーブレイブ 主題歌＆BGM集                                                             | COCX-39972   |
| 2021年11月12日 | スーパー戦隊ヒーローゲッター ～テン・ゴーカイジャーver.～ | Project.R                                  | スーパー戦隊ヒーローゲッター ～テン・ゴーカイジャーver.～                                                    | COKM-43479   |
| 2023年4月5日   | Try ＆ Fight                                              | 鎌田章吾                                   | 王様戦隊キングオージャー主題歌CD                                                                             | COCX-41998   |
| 未発売         | I'm still alive                                           | 鎌田章吾                                   | |              |

### 映像作品
- 東映公認 鈴村健一・神谷浩史の仮面ラジレンジャー 公開収録夏祭り2013（2014年）[20]
- 超英雄祭 KAMEN RIDER×SUPER SENTAI LIVE&SHOW 2014（2014年）[21]
- 超英雄祭 KAMEN RIDER×SUPER SENTAI LIVE&SHOW 2015（2015年）
- 超英雄祭 KAMEN RIDER×SUPER SENTAI LIVE&SHOW 2016（2016年）
- 仮面ライダー生誕45周年×スーパー戦隊シリーズ40作品記念 45×40 感謝祭 Anniversary LIVE & SHOW スーパー戦隊DAY（2017年）
- 超英雄祭 KAMEN RIDER×SUPER SENTAI LIVE&SHOW 2018（2018年）
- 超英雄祭 KAMEN RIDER×SUPER SENTAI LIVE&SHOW 2019（2019年）
- 超英雄祭 KAMEN RIDER×SUPER SENTAI LIVE&SHOW 2020（2020年）

### タイアップ
| 楽曲                                                   | タイアップ                                                               | 時期   |
| ------------------------------------------------------ | ------------------------------------------------------------------------ | ------ |
| VAMOLA! キョウリュウジャー                             | 特撮テレビドラマ『獣電戦隊キョウリュウジャー』オープニングテーマ         | 2013年 |
| VAMOLA!キョウリュウジャー (Samba Mix)                  | 『劇場版 獣電戦隊キョウリュウジャー GABURINCHO OF MUSIC』                | 2013年 |
| Ale Ale! キョウリュウジャー                            | 特撮テレビドラマ『獣電戦隊キョウリュウジャー』挿入歌                     | 2013年 |
| 超進化!キョウリュウ・ビート                            | 特撮テレビドラマ『獣電戦隊キョウリュウジャー』挿入歌                     | 2013年 |
| 超進化! キョウリュウ・ビート(サンバカーニバルver.)     | 特撮テレビドラマ『獣電戦隊キョウリュウジャー』挿入歌                     | 2013年 |
| 超進化! キョウリュウ・ビート(ウエスタンカーニバルver.) | 特撮テレビドラマ『獣電戦隊キョウリュウジャー』挿入歌                     | 2013年 |
| 超進化! キョウリュウ・ビート(マッチョカーニバルver.)   | 特撮テレビドラマ『獣電戦隊キョウリュウジャー』挿入歌                     | 2013年 |
| 超進化! キョウリュウ・ビート(カンフーカーニバルver.)   | 特撮テレビドラマ『獣電戦隊キョウリュウジャー』挿入歌                     | 2013年 |
| スターニンジャー☆パーリナイッ!!                        | 特撮テレビドラマ『手裏剣戦隊ニンニンジャー』挿入歌                       | 2015年 |
| 獣電戦隊キョウリュウジャーブレイブ                     | 特撮テレビドラマ『獣電戦隊キョウリュウジャーブレイブ』オープニングテーマ | 2017年 |
| Try & Fight                                            | 特撮テレビドラマ『王様戦隊キングオージャー』挿入歌                       | 2023年 |

### ユニットメンバー
1. ↑  鎌田章吾、仮面ライダーGIRLS、串田アキラ、高取ヒデアキ、高橋秀幸、野村義男、松原剛志、Ricky
2. ↑  YOFFY、谷本貴義、鎌田章吾
3. ↑  NoB、高取ヒデアキ、YOFFY、岩崎貴文、Sister MAYO、谷本貴義、五條真由美、高橋秀幸、松原剛志、鎌田章吾、大西洋平
4. ↑  NoB、高取ヒデアキ、Sister MAYO、YOFFY（サイキックラバー）、谷本貴義、高橋秀幸、松原剛志、鎌田章吾、伊勢大貴、大西洋平、幡野智宏、吉田達彦、吉田仁美、出口たかし